# Drabet på Claus Bork Hansen
Claus Barrit Bork Hansen også kaldet "Karate-Claus" (født 31. december 1963 på Sankt Josephs Hospital, Nørrebro, København, død 21. marts 2001 i Vanløse), var et tidligere højtstående medlem af rockergruppen Bandidos og livvagt for gruppens tidligere præsident Jim Tinndahn, den øverste leder for Bandidos i Europa. Det var Tinndahn selv, som bad Hansen om at beskytte ham under rockerkrigen fra 1995 til 1997. Han blev officer i Bandidos Europa, og sammen med Tinndahn besøgte han klubber i Frankrig og Australien.
I fem-seks år var han top-medlem af Bandidos i Europa. Han var under rockerkrigen "Sergeant of Arms", krigsminister for Bandidos Europe i Marseille, Frankrig, men kom senere til Danmark, hvor han angiveligt var kandidat til den danske præsident-post i stedet for Tinndahn.

## Drabet
Den 21. marts 2001 blev Hansen likvideret med 26 skud på A.F. Beyersvej i Vanløse, da han kom hjem fra et restaurantbesøg med sin kæreste. Politiet havde flere gange, senest dagen før, advaret ham om, at han var på Bandidos' dødsliste og tilbød ham beskyttelse, men eks-præsidenten afslog. Han var blevet smidt ud af Bandidos i unåde og havde omdannet sin gamle Bandidos afdeling i Hedehusene til klub for »Red & White«, støtteklub for den rivaliserende rockergruppe Hells Angels.
Kriminalpolitiet efterforskede drabet, og anholdte senere fire fuldgyldige medlemmer af Bandidos og sigtede dem for drabet. Den 12. april 2002 ved Østre Landsret blev den 41-årige Jens Christian Thorup idømt fængsel på livstid for drabet. De 12 nævninger og tre landsdommere besluttede også, at han skulle indlægges på et psykiatrisk hospital, da retslægerådet fastslog, at han var sindslidende. Yderligere tre Bandidos-rockere blev frikendt for henholdsvis udførelsen og planlægningen af likvidering af Hansen på A.F. Beyersvej den 21. marts 2001. Dermed fulgte de 12 nævninge landsdommer A. F. Wehners anbefalinger, som dommeren kom med under sin retsbelæring den 11. april 2002.
De tre frifundne var den 31-årige Kent Sørensen også kaldet "Kemo", Karl Martin Thorup og den 29-årige Peter Buch Rosenberg. Den morddømte Jens Christian Thorup blev sat til afsoning og anbragt på Sikringsanstalten ved Amtssygehuset i Nykøbing Sjælland. Den 15. januar 2003 besluttede Højesteret, at han skulle have nedsat sin straf til 16 års fængsel. Efterfølgende blev han raskmeldt og afsoner i dag i et lukket fængsel.
Hansen havde indgået en pagt med Mickey Borgfjord Larsen, hvor de gensidigt lovede at hævne hinanden i tilfælde af drab. Mickey Larsen truede efterfølgende flere navngivne højtstående folk i Bandidos på livet, men nåede aldrig at gøre alvor af truslen inden han selv blev dræbt den 17. september 2003, da hans bil sprang i luften ved Glostrup Amtssygehus.